# Superclásico del fútbol uruguayo
El clásico del fútbol uruguayo, también conocido como el superclásico del fútbol uruguayo es el partido que enfrenta a los dos equipos más importantes y populares del país: el Club Nacional de Football y el Club Atlético Peñarol. Entre ambos concentran 101 títulos en las 121 ediciones del Campeonato Uruguayo de Primera División disputadas hasta 2024 (considerando los obtenidos por Peñarol bajo el nombre de CURCC), además de 36 torneos internacionales oficiales.
A su vez, considerando la continuidad entre CURCC y Peñarol, el primer enfrentamiento data del 15 de julio de 1900 lo cual lo convierte en la rivalidad más antigua del mundo fuera de las islas británicas. Es, además, el clásico con más presencias en la Copa Libertadores con 46 partidos jugados.
El antagonismo entre los dos clubes surge prácticamente desde su fundación. El CURCC, que fue fundado en 1891, tenía sus orígenes en inmigrantes ingleses (representaba a los trabajadores de la empresa ferrioviaria The Central Uruguay Railway Ltd.) y estaba afincado en las afueras de la ciudad, en Villa Peñarol. Al poco tiempo se transformó en uno de los principales equipos de fútbol de la ciudad, y su popularidad trascendió la empresa. Por su parte, el Club Nacional de Football surgió en 1899 como un cuadro exclusivamente criollo, en respuesta a una época en que los clubes de fútbol eran casi de exclusiva participación de inmigrantes extranjeros. Nacional retomaba el sendero abandonado por el Albion como defensor del nacionalismo, obteniendo rápida popularidad dentro de Montevideo, trascendiendo así su origen universitario.
Al considerar las distintas etapas amateur y profesionales, en encuentros oficiales y amistosos, tanto locales como internacionales e incluyendo los resultados obtenidos por el CURCC, ambos clubes se encontraron 567 veces, con 198 victorias «Manyas» y 184 «Tricolores», finalizando los 187 partidos restantes en empate.

## Historia

### Sus inicios

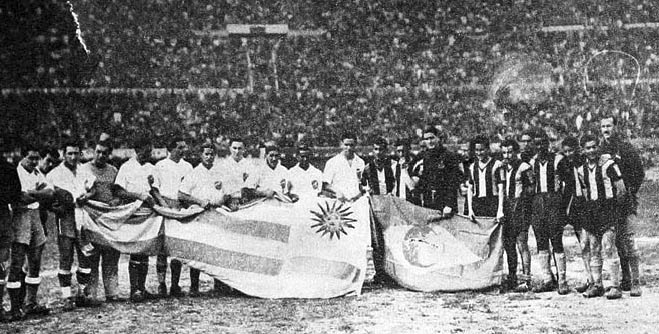
El clásico, año 1942.

El primer enfrentamiento entre Nacional y CURCC data del 15 de julio de 1900, fecha en la que el CURCC se impuso por 2:0 con anotaciones de Aniceto Camacho. Debido a lo anterior, el clásico uruguayo es considerado como la rivalidad futbolística más antigua fuera de las islas británicas,. Esta posición es discutida a causa de la controversia existente en cuanto a la relación entre el CURCC y Peñarol. La opinión está dividida entre quienes consideran que CURCC y Peñarol son la misma institución, y quienes consideran que son dos instituciones distintas, en lo que se conoce como la discusión del decanato.
En lo que respecta a encuentros oficiales, el primer partido tuvo lugar el 28 de abril de 1901, en el marco de la disputa de la Copa Competencia, y finalizó con victoria del CURCC por 1:0. Por otro lado, el primer triunfo de Nacional aconteció el 18 de mayo de 1902, tras imponerse por 2:1 al CURCC por el Campeonato Uruguayo.

### Ventaja tricolor

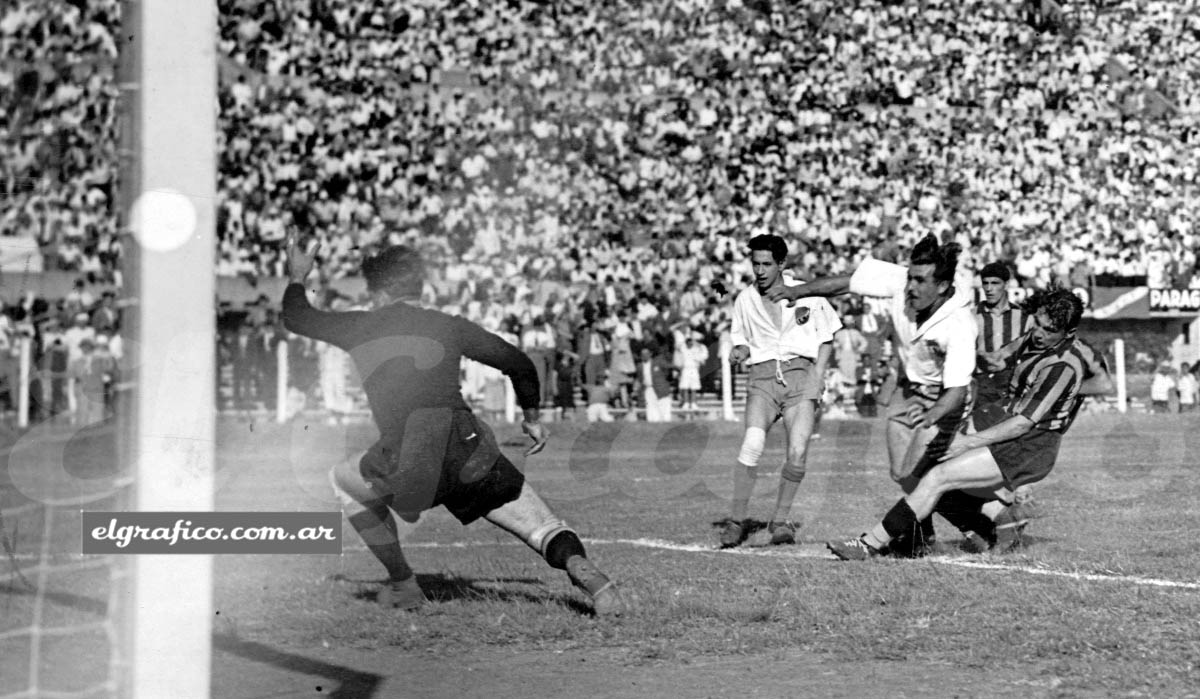
Atilio García vs Peñarol.

Si bien durante los primeros encuentros el CURCC tomó ventaja en el balance de enfrentamientos entre ambos clubes, entre 1914 y 1915 Nacional logró imponerse durante seis partidos consecutivos, lo que, a finales de los años 1910, le permitió equiparar el historial de encuentros, pasando incluso a superar a Peñarol durante algunas temporadas. Al término de la etapa amateur del fútbol uruguayo en 1932, Peñarol/CURCC y Nacional habían jugado en 123 oportunidades, con 45 triunfos para el «Carbonero» y 48 para el «Bolso».
Nacional logró ratificar esta situación durante los años 1940, llegando a aventajar a Peñarol por 14 encuentros en 1948 y manteniéndose al frente del historial, con excepción de la temporada 1968, hasta la segunda mitad de los años 1970. Si se considera únicamente los partidos frente a Peñarol y sin el CURCC, la ventaja tricolor se refleja en varias décadas, pero el manya revertiría la situación, tomando ventaja en ambos historiales.

### Supremacía aurinegra

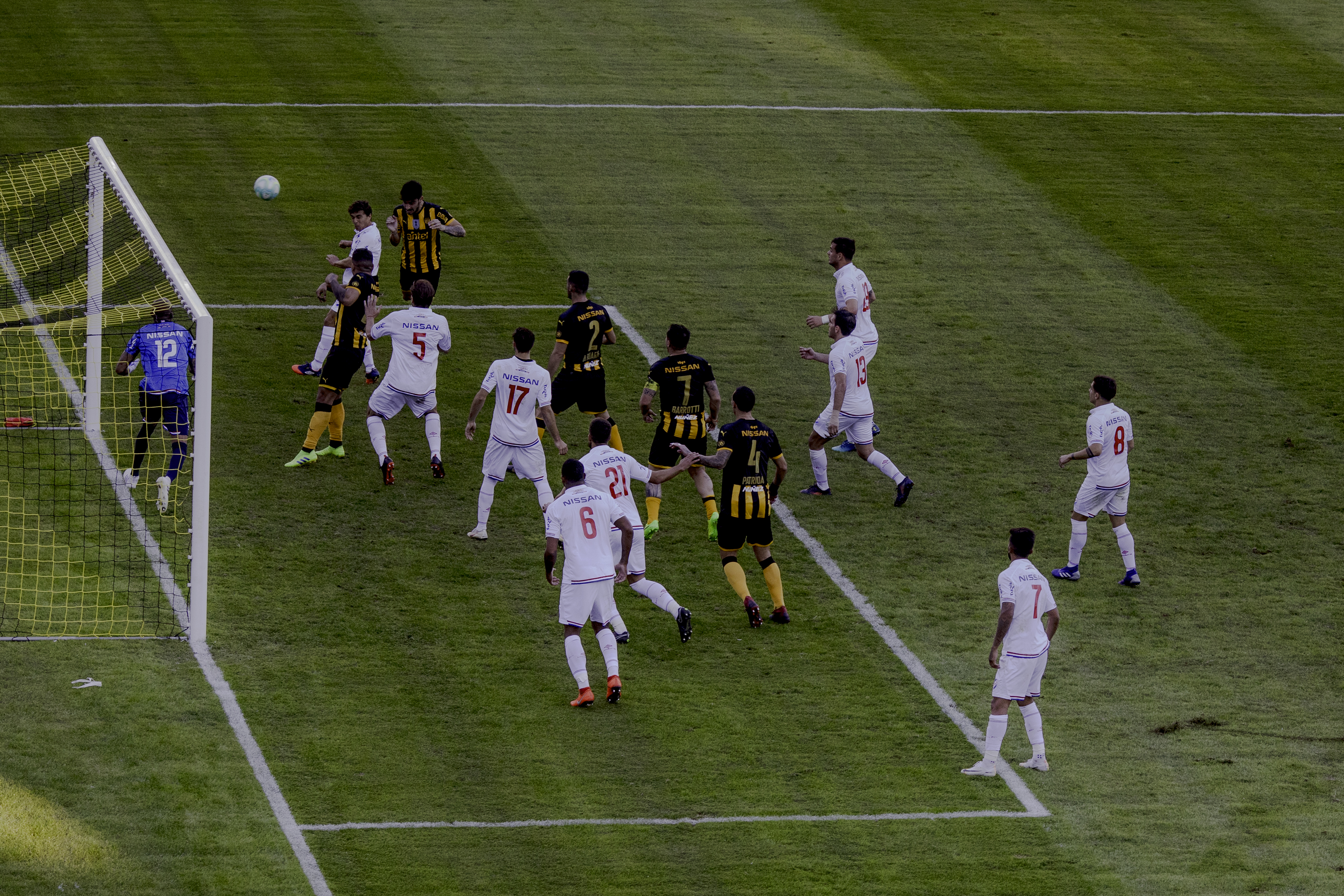
Primer clásico jugado en el estadio Campeón del Siglo.

Sin embargo, desde mediados de los 70, Peñarol comenzó a obtener una serie de buenos resultados frente a Nacional, achicando la brecha y corroborando esta tendencia durante los años 1980 y finales de los años 1990. A partir de la década de los 80, Peñarol pasó a dominar ambos historiales y el liderato del mirasol se mantiene hasta la actualidad. Su mayor ventaja clásica conseguida fue de 26 encuentros, luego de superar a Nacional por 2:1 el 13 de noviembre de 1999.
En el balance de enfrentamientos, Peñarol aventaja a Nacional desde el 16 de enero de 1982.

### Paridad en el fútbol femenino
Peñarol tardó más que su tradicional rival en tener un representativo femenino, por lo que el primer clásico disputado fue el 13 de abril de 2013, con triunfo del Bolso. En la actualidad, el tricolor está arriba en el historial por solo un encuentro, tras el triunfo clásico en noviembre de 2022, por 2 a 1.

## Historial de partidos clásicos

### Nacional-CURCC
| Motivo                    | PJ | GC | E  | GN | GolC | GolN |
| ------------------------- | -- | -- | -- | -- | ---- | ---- |
| Campeonato Uruguayo       | 25 | 9  | 7  | 9  | 29   | 30   |
| Copa Competencia          | 8  | 5  | 1  | 2  | 12   | 9    |
| Copa de Honor             | 6  | 3  | 2  | 1  | 13   | 7    |
| Copa Artigas              | 1  | 1  | 0  | 0  | 2    | 1    |
| Subtotal                  | 40 | 18 | 10 | 12 | 56   | 47   |
| Otros torneos y amistosos | 16 | 5  | 4  | 7  | 21   | 18   |
| Total                     | 56 | 23 | 14 | 19 | 77   | 65   |

| PJ: Partidos jugados, GC: Ganador CURCC, GN: Ganador Nacional, E: Empate GolC: Goles del CURCC, GolN: Goles de Nacional |